# Philodromus separatus
Philodromus separatus là một loài nhện trong họ Philodromidae.
Loài này thuộc chi Philodromus. Philodromus separatus được miêu tả năm 1969 bởi Charles Denton Dondale & Redner.